# Fissidens spurio-limbatus
Fissidens spurio-limbatus là một loài Rêu trong họ Fissidentaceae. Loài này được Broth. mô tả khoa học đầu tiên năm 1895.